# Chiesa cattolica in Bosnia ed Erzegovina

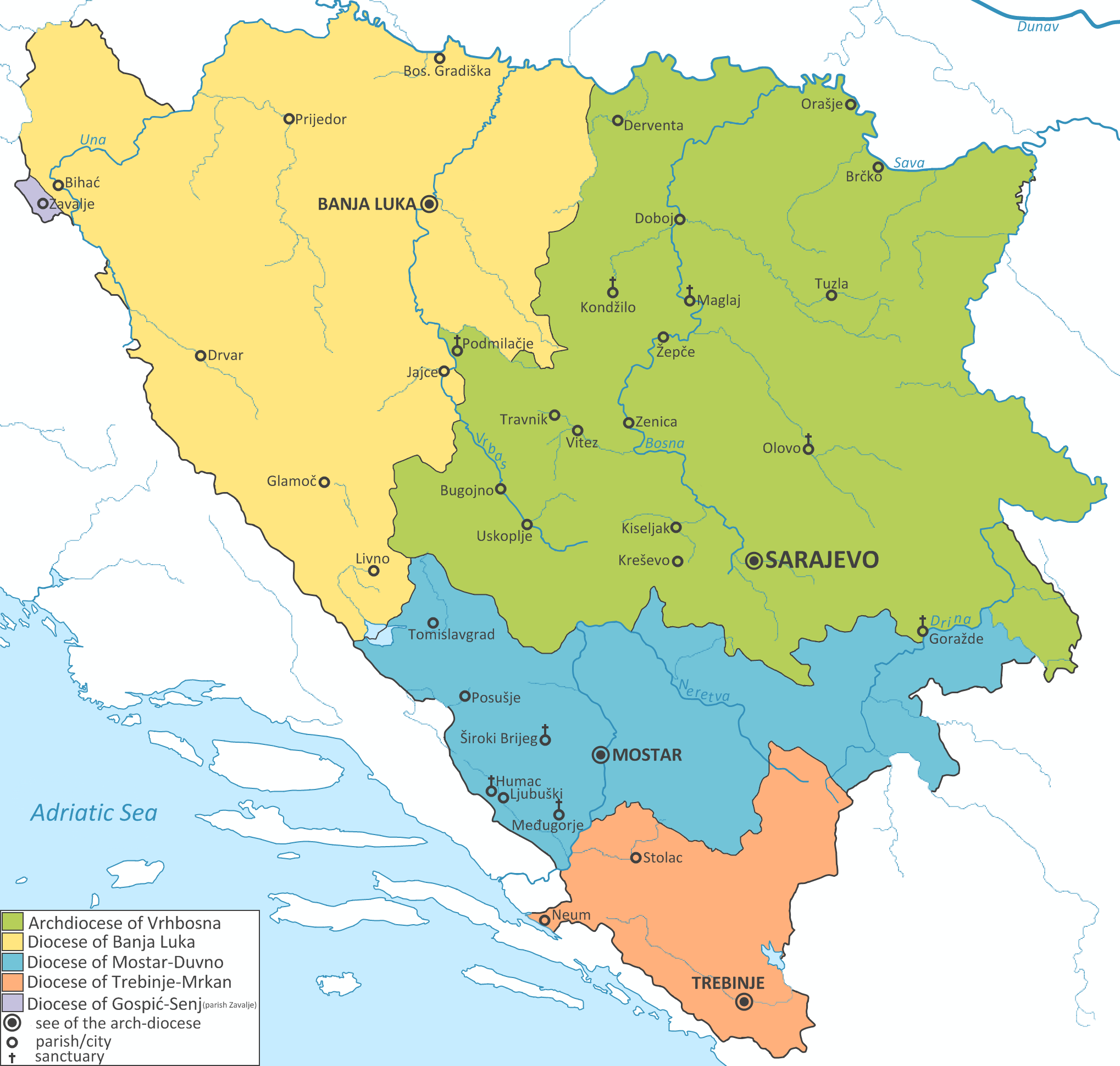
Mappa delle diocesi cattoliche della Bosnia: Sarajevo (verde), Banja Luka (giallo), Mostar-Duvno (blu), Trebigne e Marcana (rosa).

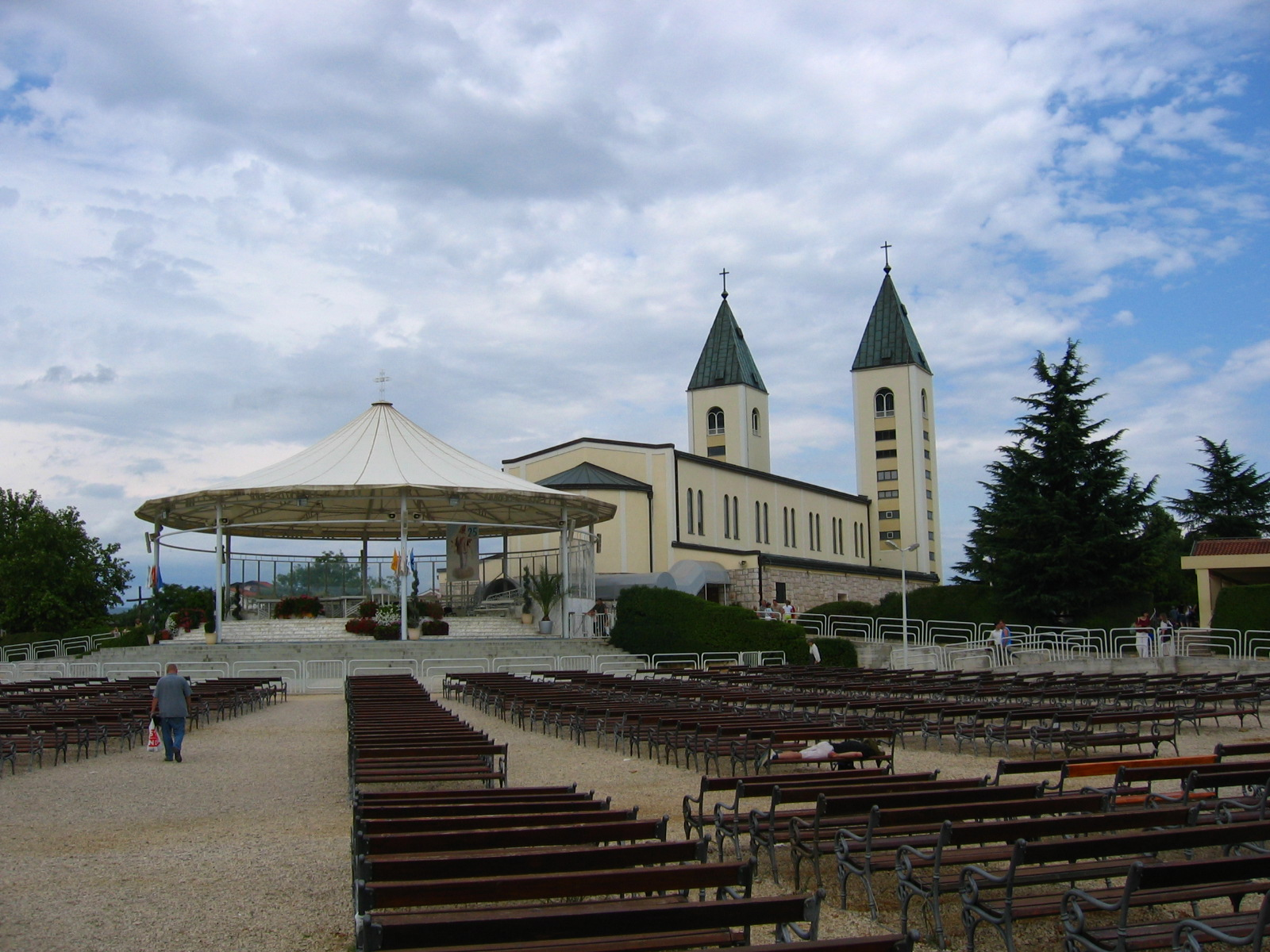
Il santuario di Međugorje

La Chiesa cattolica in Bosnia ed Erzegovina è parte della Chiesa cattolica universale, sotto la guida spirituale del Papa e della Santa Sede.

## Descrizione generale
I fedeli cattolici sono circa 439.000 sui 3.833.000 abitanti (11,45%) (dato del 2013) della Bosnia ed Erzegovina. La Chiesa cattolica conta 304 parrocchie, con 280 preti secolari, 358 religiosi (di cui 344 sacerdoti) e 537 religiose.
Nel 2009 mons. Pero Sudar, vescovo ausiliare di Sarajevo, ha rivelato come in Bosnia-Erzegovina sia in corso un processo di islamizzazione. 
Ne fanno le spese soprattutto i cattolici, che sono numericamente molto diminuiti. Dagli 850.000 prima della guerra del 1991-95, sono scesi nel 2017 a 376.591. Ad esempio la diocesi di Banja Luka, dove i cattolici sono scesi da 150.000 (prima della guerra) a 30.151. La maggior parte è partita «perché le loro case sono state bruciate, [ma] anche per la pressione, per la paura di perdere persino la vita». Lo stesso fenomeno si è verificato a Sarajevo, dove oggi i cattolici sono solamente 12.370 su 302.899 abitanti.

Secondo il vescovo Sudar, i cattolici sono l'unica delle tre componenti fondamentali della Bosnia ed Erzegovina lasciata a sé stessa: «La Repubblica Srpska costruisce delle chiese ortodosse: c'è una politica di identificazione». I cattolici, invece, già durante la guerra del 1991-95 «hanno perso molte chiese, che sono state distrutte, bruciate, (…) molti sacerdoti sono stati uccisi».

## Organizzazione territoriale
- Arcidiocesi di Sarajevo (fondata nell'anno 1067), che ha come suffraganee:
  - Diocesi di Banja Luka (1881)
  - Diocesi di Mostar-Duvno (1300)
  - Diocesi di Trebigne e Marcana (1022)
  - Diocesi di Skopje (suffraganea ad instar, in Macedonia del Nord)
- Ordinariato militare in Bosnia ed Erzegovina

I fedeli di rito bizantino rientrano nella giurisdizione dell'eparchia di Križevci, con sede in Croazia.

## Nunziatura apostolica
La nunziatura apostolica in Bosnia ed Erzegovina è stata fondata il 18 agosto 1992. La sede è a Sarajevo, capitale della repubblica.

### Elenco dei nunzi apostolici
- Francesco Monterisi (11 giugno 1993 - 7 marzo 1998 nominato segretario della Congregazione per i vescovi)
- Giuseppe Leanza (29 aprile 1999 - 22 febbraio 2003 nominato nunzio apostolico in Bulgaria)
- Santos Abril y Castelló (9 aprile 2003 - 21 novembre 2005 dimesso)
- Alessandro D'Errico (21 novembre 2005 - 21 maggio 2012 nominato nunzio apostolico in Croazia)
- Luigi Pezzuto (17 novembre 2012 - 31 agosto 2021 ritirato)
- Francis Assisi Chullikatt, dal 1º ottobre 2022

## Conferenza episcopale
Elenco dei presidenti della Conferenza episcopale di Bosnia ed Erzegovina:
- Cardinale Vinko Puljić (1995 - 2002)
- Vescovo Franjo Komarica (2002 - 2005)
- Cardinale Vinko Puljić (marzo 2005 - aprile 2010)
- Vescovo Franjo Komarica (aprile 2010 - 20 marzo 2015)
- Cardinale Vinko Puljić (20 marzo 2015 - 22 marzo 2022)
- Arcivescovo Tomo Vukšić, dal 22 marzo 2022

Elenco dei vicepresidenti della Conferenza episcopale di Bosnia ed Erzegovina:
- Arcivescovo Tomo Vukšić (20 marzo 2015 - 22 marzo 2022)
- Vescovo Petar Palić, 22 marzo 2022

Elenco dei segretari generali della Conferenza episcopale di Bosnia ed Erzegovina:
- Vescovo Pero Sudar (1994 - 1999)
- Monsignore Josip Lebo (1999 - 2001)
- Monsignore Ivo Tomašević, dal 2001